# Wunderkinder (Film)
Wunderkinder ist ein deutsches Filmdrama aus dem Jahr 2011. Regie führte Marcus O. Rosenmüller. Thematisiert wird der Einmarsch der deutschen Wehrmacht 1941 während Hitlers Unternehmen Barbarossa in der Ukraine.

## Handlung
Die erzählte Geschichte ist als Rückblende in eine kurze Rahmenhandlung eingebettet, die in der Gegenwart spielt: Die gefeierte Violin-Virtuosin Hanna Reich gibt ihr letztes Konzert. Während der Probe erscheint unangemeldet ein alter Mann an der Saaltür, der vorgibt, mit Hanna bekannt zu sein. Er wird abgewiesen, hinterlässt aber das alte Manuskript eines Musikstücks und eine persönliche Nachricht an Hanna. Als Hanna beides zu Gesicht bekommt, ist sie schockiert. Ihre Enkelin Nina, die kurz zuvor bei der Probe erschienen ist, möchte wissen, was es damit auf sich hat. Hanna beginnt zu erzählen. Damit beginnt die Haupthandlung des Films.
Hanna Reich lebt vor dem Überfall der deutschen Wehrmacht auf die Sowjetunion als Tochter des reichen deutschen Unternehmers Max Reich in der ostukrainischen Stadt Poltawa. Der Vater betreibt hier eine Großbrauerei. Hanna nimmt Geigenunterricht. In einem Konzert erlebt sie die beiden mit ihr etwa gleichaltrigen jüdischen Kinder Abrascha Kaplan und Larissa Brodsky, die in der Stadt als „Wunderkinder“ gefeiert werden, so virtuos wie sie ihre jeweiligen Instrumente Violine und Klavier beherrschen. Zusammen mit ihrer Lehrerin Irina Salomonowa begeben sich Abrascha und Larissa auf eine Tournee nach Moskau und Leningrad. Auch ein Konzert in der Carnegie Hall ist geplant. Hanna wünscht sich nach dem Konzerterlebnis von ihrem Vater, einmal mit Larissa und Abrascha üben zu dürfen. Nachdem auch die Musiklehrerin zugestimmt hat, erfüllt Max Reich den Wunsch seiner Tochter. Jedoch kommt es zunächst seitens Larissas und Abraschas zu Misstrauen. Nach einiger Zeit jedoch stellt sich der Argwohn, den sie hegen, als unbegründet heraus, weshalb die drei eine tiefere Freundschaft entwickeln.
Diese Freundschaft wird jedoch auf eine harte Probe gestellt, als Hitler der Sowjetunion den Krieg erklärt. Max Reich, seine Frau und Hanna sollen als feindliche Ausländer vom NKWD verhaftet werden. Mit Hilfe der jüdischen Familien von Abrascha und Larissa gelingt es der Familie Reich, in ihre eigene Brauerei zu flüchten und sich dort zu verstecken. Als dieses Versteck jedoch zu unsicher wird, flüchtet die Familie in eine verlassene Waldhütte, wo nie ein Mensch vorbeikommt. Die Freundschaft der Kinder wird enger und die drei Freunde komponieren zusammen die Freundschaftspartitur, die als Filmmusik immer wieder anklingt.
Als die deutsche Wehrmacht weiter in die Ukraine vordringt, wird Brodskys Krankenhaus bombardiert und die Stadt von Deutschen besetzt. Nahe ihrem Waldversteck geben sich die Reichs bei vorbeiziehenden SS-Truppen als Deutsche zu erkennen und können unter dem Schutz von SS-Standartenführer Schwartow in ihr Haus zurückkehren. Zugleich werden jüdische Häuser geplündert. Aus einem der Häuser wird eine kostbare Geige beschlagnahmt, welche der musikbeflissene Schwartow Hanna schenkt. Diese hatte ihm während der Heimfahrt erzählt, dass die Reichs ihre Rettung vor der Verhaftung nach Kriegsausbruch den Familien von zwei musikalischen „Wunderkindern“ zu verdanken haben. Noch am selben Tag werden Abraschas und Larissas Großeltern deportiert. Max Reich gelingt es jedoch in letzter Minute, die Musiklehrerin Irina zu schützen. Reich erkennt, dass er handeln muss: Er versteckt die beiden jüdischen Familien und Irina in eben jenem Brauereikeller, in dem sich seine Familie wenige Wochen zuvor noch versteckt hatte. Als Max Reich jedoch plötzlich verreisen muss, sind die jüdischen Familien im Keller eingeschlossen.
Abrascha gelingt es, aus dem Keller zu entkommen und Hanna zu holen. Zusammen mit dem Brauereiangestellten Alexis gelingt es den Eingesperrten mit einem Biertransporter unentdeckt aus der Brauerei zu entkommen. Jedoch treffen die Flüchtlinge in einem Wald auf eine deutsche Patrouille. Es kommt zum Feuergefecht, bei dem deutsche Soldaten von Irina niedergeschossen, im Gegenzug jedoch sie und Alexis tödlich verletzt werden. Hanna ist schockiert und gerät in ein Arbeitslager für jüdische Kinder. Später wird der Irrtum entdeckt und Hanna darf zu ihrer Familie zurück. Sie hat allerdings durch den Schock ihre Sprache verloren und kann sich nur noch schriftlich mittels einer Schiefertafel verständlich machen.
Währenddessen flüchten die beiden jüdischen Familien in die Waldhütte. Hier jedoch werden sie schon von der SS erwartet und der „Sonderbehandlung“ zugeführt. Max Reich gelingt es in einem Gespräch, Einfluss auf Schwartow zu nehmen und Abrascha und Larissa zu retten. Die Kinder müssen jedoch am Geburtstag Heinrich Himmlers ein fehlerfreies Konzert geben, nur dann soll ihr Überleben gesichert sein. Sollte dies nicht so sein, werden die beiden „Wunderkinder“ sterben. Entsprechende Andeutungen hatte Schwartow gegenüber Larissa gemacht, während er mit einem Taschenmesser einen Apfel schälte und dem Kind musikalische Perfektion im Konzert als überlebenswichtig darlegte. In Wirklichkeit wünscht und erwartet Schwartow Fehler in ihrem musikalischen Vortrag. Am 7. Oktober 1941, dem Geburtstag Himmlers, spielen die beiden vor der versammelten Nazi-Führung. Abrascha spielt grandios. Larissa schießen auf der Bühne, provoziert durch das unheimliche Gespräch mit Schwartow, Bilder des Grauens durch den Kopf. Beherrscht vom Gedanken an den Verlust ihrer Familie, bricht sie auf der Bühne zusammen.
Das Ende des Films schließt die Rahmenhandlung. Die alt gewordene Hanna erzählt ihrer Enkelin, dass Schwartow Larissa hat ermorden lassen, zusammen mit Hunderten weiteren Kindern. Abrascha sei in ein Lager gekommen. Sie habe nie mehr etwas von ihm gehört. Dann jedoch öffnet sich die Saaltür und nach Jahrzehnten stehen sich Hanna und Abrascha nun wieder gegenüber. Abrascha erzählt, dass er nie wieder Violine gespielt habe, der Zauber sei, nachdem man sie getrennt habe, nicht mehr dagewesen. Die Carnegie Hall habe er nur von außen gesehen. Am See legen Hanna und Abrascha jeweils eine weiße Lilie für Larissa und für alle ermordeten Kinder ins Wasser.

## Kritiken
„Marcus O. Rosenmüller macht kein Betroffenheitskino, sondern großes Gefühlskino, geht das diffizile Sujet ohne Klischees an und erzählt die anrührende Geschichte aus kindlicher Perspektive in einer langen Rückblende. In fast jeder Szene sind ein oder mehrere Kinder zu sehen. Ihr Blick macht den Wahnsinn erfahrbar. Neben Stars wie Kai Wiesinger, Gudrun Landgrebe, Catherine Flemming und Konstantin Wecker, sind es die jungen Darsteller, die überzeugen, vor allem der erst 14jährige Stargeiger Elin Kolev, ein Ausnahmetalent der Klassikszene. So ist es neben der starken Geschichte, die Kinder wie Erwachsene auf verschiedenen emotionalen Ebenen fesselt, auch die Kraft der Musik, die diesem Film einen besonderen Charakter verleiht. ‚Wunderkinder‘, ein Plädoyer für Mut und Zivilcourage, gedenkt in großer Eindringlichkeit den im Zweiten Weltkrieg ermordeten 1,5 Mio. jüdischen Kindern.“

„Der von Artur und Alice Brauner produzierte Film erzählt eine durchaus komplexe und spannende Geschichte aus wirren politischen Zeiten. Leider setzt man dabei auf dramaturgisch zu einfache Lösungen. So reden die Kinder und alle Protagonisten im Film Deutsch miteinander und auch das Darstellerensemble ist alles andere als international. Da kann sich Gudrun Landgrebe als Jüdin, Kommunistin und geniale Musiklehrerein noch so mühen, es wirkt einfach nicht authentisch genug […] und […] bestenfalls wie ein betulicher Fernsehfilm […]. Einzig und allein Konstantin Wecker als manipulativer SS-Mann, der die Kinder um ihr Leben spielen lässt, ist ein echter Besetzungscoup. Am Ende bleibt der ehrenwerte Versuch, mit einer allzu ausgedachten Geschichte die Schrecken der Judenverfolgung aus der Sicht von Kindern zu erzählen. Das ist phasenweise berührend aber insgesamt leider nur interessant misslungen.“

## Auszeichnungen
Der Film gewann beim Jerusalem International Film Festival und war mit drei Auszeichnungen der erfolgreichste Film beim Giffoni Film Festival. Zudem erhielt er von der Deutschen Film- und Medienbewertung (FBW) das Prädikat wertvoll. Als Sieger hervorgegangen ist der Film auch 2012 beim 16. Internationalen Festival des jüdischen Kinos in São Paulo, Brasilien.